# 한국프로야구선수협회
한국프로야구선수협회(韓國프로野球選手協會)는 KBO 리그의 발전과 선수들의 권익보호를 위해 만들어진 프로 야구 선수들의 모임이다.
2000년 1월 한국 프로 야구 선수 협의회 창립 총회를 시작으로 결성되었다. 초대 회장인 송진우를 필두로 선수들의 권익 보호를 위해 활동하였고, 주력 선수들이 퇴출을 당하자 이호성은 협회 재건에 발 벗고 나서 1999년 2월 송진우에 이어 회장으로 선출되었다. 2009년 제 5대 회장으로 롯데 자이언츠의 손민한이 역임하였으나, 집행부 회의에서 12월 해임시키기로 결정했으며 그에 따라 박재홍이 신임 회장이 되었으며, 2013년 3월 11일 KIA 타이거즈의 서재응이 신임 회장으로 선출된 후 2019년 3월까지 회장직을 역임하였고 2019년 4월 롯데 자이언츠의 이대호이 신임 회장으로 선출된 후 2020년 11월까지 회장직을 역임하였고  후임으로 양의지가 11대 회장으로 뽑혔다.

## 역대 회장
다음은 한국프로야구선수협회의 역대 회장 목록이다. 소속 구단은 선출된 시점을 기준으로 표기한 것이다.
| 순서    | 회장   | 소속 구단     | 포지션 | 재임 기간                 |
| ------- | ------ | ------------- | ------ | ------------------------- |
| 1대     | 송진우 | 한화 이글스   | 투수   | 2000년 1월 ~ 2001년 7월   |
| 2대     | 이호성 | 해태 타이거즈 | 외야수 | 2001년 7월 ~ 2005년 1월   |
| 3대     | 강시훈 | 한화 이글스   | 1루수  | 2005년 1월 ~ 2005년 12월  |
| 4대     | 이종범 | KIA 타이거즈  | 외야수 | 2005년 12월 ~ 2007년 12월 |
| 5대/6대 | 손민한 | 롯데 자이언츠 | 투수   | 2007년 12월 ~ 2011년 12월 |
| 7대     | 박재홍 | SK 와이번스   | 외야수 | 2011년 12월 ~ 2013년 3월  |
| 8대     | 서재응 | KIA 타이거즈  | 투수   | 2013년 3월 ~ 2016년 1월   |
| 9대     | 이호준 | NC 다이노스   | 내야수 | 2016년 1월 ~ 2017년 3월   |
| 10대    | 이대호 | 롯데 자이언츠 | 내야수 | 2019년 3월 ~ 2020년 11월  |
| 11대    | 양의지 | 두산 베어스   | 포수   | 2020년 12월 ~ 2022년 11월 |
| 12대    | 김현수 | LG 트윈스     | 외야수 | 2022년 12월 ~ 현재        |

## 같이 보기
- 2000년 선수협 파동 사건